# 南方彩虹的露西
《南方彩虹的露西》為日本動畫公司製作的《世界名作劇場》系列第8部的動畫作品。改編自澳大利亞作家菲麗絲·皮丁頓的作品《南方彩虹》（The Southern Rainbow）。自1982年1月10日播至同年1982年12月26日，全50集。昭和57年（1982年）日本文化廳兒童電視優秀映畫賞。

## 故事概要
- 1837年，正值澳大利亞的開墾時代，夢想有著農場的波普爾一家，就從英國移民到澳大利亞的阿德萊德城鎮的少女『露西‧梅‧波普爾』的故事。
- 生活並非很樂觀，但是有著開朗個性的露西。她與姊姊凱特一起遇到罕見的動物們，並且在這個新生地與這些動物一起生活著。

## 登場人物與配音員陣容

### 波普爾一家的人物
露西‧梅‧波普爾
配音員：松島實
主角，波普爾家的三女兒，到達澳大利亞的時候，年齡是7歲。很喜歡動物，在澳大利亞看到後就打算立刻養一些罕見的動物當寵物。她與姊姊凱特的關係非常好。睡相很糟，很討厭學習，不擅長算數。
凱特‧波普爾
配音員：吉田理保子
波普爾家的二女兒，露西的姊姊，到達澳大利亞的時候，年齡是10歲。很擅長算數。看起來總是和露西在一起遊玩，不過說不定她只是被露西給糾纏也說不定。
克拉拉‧波普爾
配音員：玉川紗己子
波普爾家的大女兒，露西的姊姊，到達澳大利亞的時候，年齡是16歲。與來澳大利亞船上的船員約翰有好感。是5個孩子中的老大，常常要照顧孩子們。
之後她在馬克夫人的麵包店裡工作。與約翰相愛，最後和約翰結婚。
班‧波普爾
配音員：松田辰也
波普爾家的大兒子，露西的哥哥，到達澳大利亞的時候，年齡是12歲。身為長男幫著父親工作，很賣力的工作著。
一開始沒有任何依靠的印象，不過因此變的很強壯。打算以做醫生為目標，不過最後他死心在海關工作。
托比‧波普爾
配音員：鈴木三枝→高田由美
波普爾家的二兒子，露西的弟弟，到達澳大利亞的時候是3歲。不過因為年紀太小，而無法成為主角，與露西一樣非常喜歡動物。將來打算成為鐵匠。
亞瑟‧波普爾
配音員：堀勝之祐
波普爾家的爸爸。在英國是經營的農戶，但為了尋求廣大的土地、和平與自由，所以全家來到了澳大利亞。是個非常堅強的爸爸。本行是農戶，不過就算是木匠的工作也難不倒他。但是來到澳大利亞這4年來，一直追求不到想要的土地，因此他喪失了希望，整天成逆於酒精當中。
安妮‧波普爾
配音員：谷育子
波普爾家的媽媽。是養育5個孩子的母親，有嚴厲的時候，不過很少，是個非常堅強的人。亞瑟也是。
奶奶
配音員：麻生美代子
露西她們的奶奶，也就是亞瑟的媽媽。很擔心兒子和孫子們去澳大利亞的下落，把來自澳大利亞的信當成她的期望。
美雅麗
配音員：中島喜美榮
亞瑟的妹妹。對於亞瑟的事情非常擔心，而她盡力的照顧著奶奶。
弗雷德
配音員：安田隆
美雅麗的丈夫。從都市的郵局送來了來自澳大利亞的信。

### 佩蒂威爾家的人物
佩蒂威爾
配音員：瀧口順平
從英國與波普爾家一起來到澳大利亞的開墾移民。在南澳大利亞有著廣大的土地與礦山，有錢到把家僕也一起帶來南澳大利亞，態度非常的傲慢，是個很壞的人。總是把波普爾家視為眼中釘。
佩蒂威爾夫人
配音員：山田禮子
佩蒂威爾的妻子。與佩蒂威爾的人不同，沒有多壞，但也沒有多好。有著很高貴的品味與氣度，還拍佩蒂威爾的馬屁。
亞當
配音員：二又一成
佩蒂威爾家的傭人。長年服侍著佩蒂威爾家，不過他卻與強盜合夥，打算偷走佩蒂威爾的錢。
喬治
配音員：龍田直樹
佩蒂威爾家的傭人。

### 馬克家的人物
馬克
珍的丈夫。身為測量工程師去內地測量得時候得的病，之後一直持續的高燒不退，不久後病死。
珍‧馬克
配音員：秋元千賀子
伯納德的姊姊，居住在阿德萊德的波普爾家的隔壁。丈夫做著測量的工作，之後病死。很擅長烤麵包，在丈夫去世後她就在阿德萊德的城鎮裡開了麵包店。
伯納德
配音員：納谷六朗
測量事務所的職員。居無定所，珍的弟弟，他與姊姊還有姊夫一起生活著。是他賣破爛小屋給波普爾一家的人。

### 傑姆林一家
傑姆林
配音員：水鳥鐵夫
與波普爾家一家一起從英國搭船到澳大利亞的一家的主人，還幫助波普爾一家蓋房子。在英國的時候是他是從事木匠的工作。之後在回來阿德萊德時，因為腳受傷，而受到亞瑟的幫助。
妮莉‧傑姆林
配音員：花形惠子
傑姆林的妻子，是與安妮很合得來的太太。總會泡得一手好喝的紅茶。
比利‧傑姆林
配音員：鈴木三枝
傑姆林的兒子。與凱特同年，他與露西與凱特的關係非常好。

### 普林斯頓家的人物
法蘭克‧普林斯頓
配音員：小島敏彥
幫助了倒在阿德萊德橋那兒的露西的有錢叔叔。非常親切的請醫生幫忙治療受傷的露西。
席薇亞‧普林斯頓
配音員：坪井章子
法蘭克的妻子。10年前生的女兒死了，但是之後一直沒有懷孩子的喜訊。她把喪失記憶的露西，想成她死去的女兒。露西因為不記得自己的名字，所以她給她取名為艾蜜莉，還把她當成自己的孩子一般，養育著她並疼愛著她。
克萊頓
配音員：西村知道
普林斯頓家的管家。長期在普林斯頓家裡服侍著，是個很忠誠的管家。
卡洛兒
配音員：信澤三惠子
普林斯頓家的女傭。與來到陌生的家而抱持著不安心情的露西，她很溫柔的接待她。
麥克斯
配音員：長堀芳夫
普林斯頓家的馬車夫。順便一提普林斯頓家的馬車是2隻強健的馬所拉的大馬車。

### 住在阿德萊德的人物
威廉‧萊特
配音員：若本規夫
在阿德萊德測量的測量總監督的海軍上校。6歲的時候離開了父母在英國的西伯頓生活著，12歲的時候加入了海軍。徹量各地來回非常的忙碌。在澳大利亞的內地探測時感染了胸部的疾病，後來去世了。
他是個真實存在的人物，歷史上他是在1786年生，於1839年去世(由凱特在第33話說出萊特上校在去年去世了，可以得知露西一家所在的年代是1840年)。
戴頓醫生
配音員：肝付兼太
與波普爾一家一起從英國乘船到澳大利亞的醫生。妻子死了，他的孩子又加入了軍隊，只好自己獨自過著生活。總是喝酒喝醉了，不過他卻有做為醫生擁有著相當的實力。他原本要搭的船在他喝醉睡著的期間開走了，在他醒來後只剩下從英國出發前往澳大利亞的船隻，只好搭上了那艘船，到達澳大利亞後在阿德萊德開業做醫生。
養牛人
配音員：槐柳二
住在阿德萊德牛車的擁有著。答應要借牛車給傑姆林的，不過佩蒂威爾卻花錢搶了借牛車的權利。如果這位養牛著有好好守護借車給傑姆林的約定，應該可以順便搬運波普爾家組裝到阿德萊德房屋的材料。
柏德
配音員：西村知道
幫波普爾家搬運行李，從海岸用牛車運送到阿德萊德的人。使用牛時非常的粗暴。
赫拉克勒斯
配音員：長堀芳夫
住在阿德萊德的原住民。不過赫拉克勒斯並不是他的本名，因為語言不通，所以不知道他的名字，因此露西就隨意以希臘神話的海格力斯的靈感，幫他想一個名字。他是個很親切的原作民。
賴瑞‧隆格
配音員：槐柳二
在阿德萊德的城鎮外的牧場牧羊的老爺爺。露西與凱特被丁格追的時候，被這個老爺爺幫助了二次，與露西她們的關係非常好。
威廉
配音員：清川元夢
在阿德萊德有個農場的叔叔。因為有急事不得不返回英國去，原本答應要把農場賣給波普爾一家的，但是在簽買賣契約當天，卻將農場賣給了佩蒂威爾。
麥肯齊老師
配音員：寺島幹夫
露西上學時學校裡的班導。有點嚴厲。很討厭狗，非常害怕李特爾。
拉蕊
配音員：山田禮子
在阿德萊德經營洋裝店的阿姨。克拉拉在這個店裡訂購結婚禮服。
克拉克
配音員：鈴木泰明
阿德萊德的警察裡的警長。在阿德萊德郊外負責強盜事件的警察。
瓊斯醫生
配音員：神山卓三
幫助在阿德萊德橋那兒受傷的露西，而幫她看病的醫生。

### 其他主要人物
約翰
配音員：井上和彥
在前往澳大利亞的船上與波普爾家族認識的船員。父母都已經去世了。對克拉拉有好感，並且和她成為一對戀人。因為有事情必須回英國去，不過之後再來澳大利亞。
保羅
約翰的弟弟。為了和約翰在澳大利亞生活，一起移民到澳大利亞去。
原住民
配音員：西村智博
澳大利亞的原住民。露西原本想要飼養無尾熊的，但是那是原住民的寵物，沒有辦法露西只好把無尾熊還了回去。
帕克
配音員：增岡弘
到澳大利亞來開墾的移民，過著獨居的生活。因為是在英國的度是長大的，來張開帳篷的方法都不知道，亞瑟和班教他如何張開帳篷的方法。為了在海岸做著買賣他來到了澳大利亞。
侯爵夫人
配音員：莊司美代子
在南澳大利亞的國王陛下身邊服侍的約克侯爵的夫人。對於喪失記憶的露西非常的擔心。
皮克斯
普林斯頓農場的負責人。但是農場一直經營的不順利，為了挽救危機，打算僱用爸爸，但是結果爸爸卻拒絕在普林斯頓農場工作的事情。

### 登場的動物們
摩許
露西從英國帶來的倉鼠。總是喜歡在籃子中生活著。
黑皮
佩蒂威爾所飼養的黑狗。牠和飼主一樣很貪心。牠咬死了史黛琪所生的一隻小山羊，讓波普爾家非常困擾，此外牠還偷羊肉，還想要吃掉摩許，做了等等的壞事。之後牠想襲擊雪佛蘭的時候，李特爾想要保護他的兄弟，就上前去阻止，打鬥的結果是，牠被李特爾給咬死。
史黛琪
露西發現的山羊。多虧有這隻山羊，波普爾家柴才能每天喝到新鮮的牛奶。牠生了3隻山羊，1隻還沒有取名字之前就被黑皮咬死，1隻被比利拿去養了。
潘西
史黛琪所生的小山羊，露西細心的飼養著牠。有逃出柵欄吃著波普爾家種植的小羅蔔的前科。
蘇比
潘西所生的小山羊。
雪佛蘭
從隆格先生那兒得到的綿羊，露西飼養著牠。可是波普爾家的錢丟了的時候，他就被帶到拍賣場賣掉了。與李特爾像兄弟一樣感情非常好。
摩洛克爾
在阿德萊德外飼養羊的隆格所養的狗。作為牧羊犬而工作著。
李特爾
班撿到的澳洲野犬(丁格)，露西飼養著牠。是隻丁格但是膽小到不敢襲擊動物。名字的由來李特爾(意思是小)是想說，就算他以後長大了，也能像小時候一樣天是真無邪又可愛的狗，於是露西就拜託班，結果取了這樣的名字。
席爾法
佩蒂威爾因為李特爾殺了黑皮，為了討伐被殺害它的敵人，特地從英國寄來而飼養的鬥牛犬。相貌看起來非常的凶猛。
普洛斯佩羅
普林斯頓所飼養的貓咪。
芬妮
在帕克山露西與凱特發現的袋熊的孩子。當然毫不猶豫的露西就飼養了牠，但是最後卻慘死在佩蒂威爾馬車的車輪底下。

## 主題歌、插入歌
- 片頭曲『幻化成彩虹』(第1話~第50話)
  - 作詞：深澤一夫、歌：山縣壽美子、作曲：坂田晃一、編曲：坂田晃一
- 片尾曲『到森林去吧』(第1話~第50話)
  - 作詞：深澤一夫、歌：山縣壽美子、作曲：坂田晃一、編曲：坂田晃一
- 插入歌1『快樂的一天』
  - 作詞：深澤一夫、歌：古谷裕子、作曲：坂田晃一、編曲：坂田晃一
- 插入歌2『我的小房子』
  - 作詞：深澤一夫、歌：秀夕樹、寺島葉子、作曲：坂田晃一、編曲：坂田晃一
- 插入歌3『總有一天會變成大人』
  - 作詞：深澤一夫、歌：山縣壽美子、作曲：坂田晃一、編曲：坂田晃一
- 插入歌4『郵差先生是受歡迎的人』
  - 作詞：深澤一夫、歌：日本兒童劇團、作曲：坂田晃一、編曲：坂田晃一
- 插入歌5『我的孩子喔！』
  - 作詞：深澤一夫、歌：秀夕樹、作曲：坂田晃一、編曲：坂田晃一

## 標題播映表
| 話數 | 副標題               | 播映日         | 腳本   | 分鏡     | 演出   | 作畫監督         |
| ---- | -------------------- | -------------- | ------ | -------- | ------ | ---------------- |
| 1    | 前往新土地           | 1982年1月10日  | 宮崎晃 | 清瀨二郎 | 齊藤博 | 森友典子         |
| 2    | 可愛的傢伙           | 1982年1月17日  | 宮崎晃 | 楠葉宏三 | 齊藤博 | 森友典子         |
| 3    | 奇怪的人             | 1982年1月24日  | 宮崎晃 | 清瀨二郎 | 齊藤博 | 前田英美         |
| 4    | 第一次探險           | 1982年1月31日  | 宮崎晃 | 楠葉宏三 | 齊藤博 | 森友典子         |
| 5    | 雨過天晴             | 1982年2月7日   | 宮崎晃 | 清瀨二郎 | 齊藤博 | 村田耕一         |
| 6    | 阿德萊德這個城鎮     | 1982年2月14日  | 宮崎晃 | 清瀨二郎 | 齊藤博 | 前田英美         |
| 7    | 班的災難             | 1982年2月21日  | 宮崎晃 | 楠葉宏三 | 齊藤博 | 森友典子         |
| 8    | 出發的前夜           | 1982年2月28日  | 宮崎晃 | 清瀨二郎 | 齊藤博 | 前田英美         |
| 9    | 前往阿德萊德的道路   | 1982年3月7日   | 宮崎晃 | 楠葉宏三 | 齊藤博 | 森友典子         |
| 10   | 綠色的城鎮           | 1982年3月14日  | 宮崎晃 | 清瀨二郎 | 齊藤博 | 前田英美         |
| 11   | 我的小房子           | 1982年3月21日  | 宮崎晃 | 鈴木孝義 | 齊藤博 | 森友典子         |
| 12   | 阿德萊德的夜晚       | 1982年3月28日  | 宮崎晃 | 清瀨二郎 | 齊藤博 | 村田耕一         |
| 13   | 班來了！             | 1982年4月4日   | 宮崎晃 | 楠葉宏三 | 齊藤博 | 前田英美         |
| 14   | 強壯的男人           | 1982年4月11日  | 宮崎晃 | 鈴木孝義 | 齊藤博 | 森友典子         |
| 15   | 兩個家               | 1982年4月18日  | 宮崎晃 | 清瀨二郎 | 齊藤博 | 前田英美         |
| 16   | 全身溼透的醫生       | 1982年4月25日  | 宮崎晃 | 楠葉宏三 | 齊藤博 | 村田耕一         |
| 17   | 不幸的事情           | 1982年5月2日   | 宮崎晃 | 鈴木孝義 | 齊藤博 | 森友典子         |
| 18   | 爬樹                 | 1982年5月9日   | 宮崎晃 | 清瀨二郎 | 齊藤博 | 前田英美         |
| 19   | 今天去買東西         | 1982年5月16日  | 宮崎晃 | 楠葉宏三 | 齊藤博 | 森友典子         |
| 20   | 井裡的水             | 1982年5月30日  | 宮崎晃 | 清瀨二郎 | 齊藤博 | 前田英美         |
| 21   | 阿德萊德的設計師     | 1982年6月6日   | 宮崎晃 | 鈴木孝義 | 齊藤博 | 森友典子         |
| 22   | 磚頭與丁格的孩子     | 1982年6月13日  | 宮崎晃 | 楠葉宏三 | 齊藤博 | 前田英美         |
| 23   | 你的名字是李特爾     | 1982年6月20日  | 宮崎晃 | 清瀨二郎 | 齊藤博 | 森友典子         |
| 24   | 夏天結束的日子       | 1982年6月27日  | 宮崎晃 | 鈴木孝義 | 齊藤博 | 前田英美         |
| 25   | 運氣不好的時候…      | 1982年7月4日   | 宮崎晃 | 清瀨二郎 | 齊藤博 | 村田耕一、高野登 |
| 26   | 生病了！             | 1982年7月11日  | 宮崎晃 | 楠葉宏三 | 齊藤博 | 森友典子         |
| 27   | 乘著風箏             | 1982年7月18日  | 宮崎晃 | 清瀨二郎 | 齊藤博 | 前田英美         |
| 28   | 河岸的對面           | 1982年7月25日  | 宮崎晃 | 腰繁男   | 齊藤博 | 森友典子         |
| 29   | 李特爾的訓練         | 1982年8月1日   | 宮崎晃 | 清瀨二郎 | 齊藤博 | 前田英美         |
| 30   | 生日禮物             | 1982年8月8日   | 宮崎晃 | 楠葉宏三 | 齊藤博 | 村田耕一、高野登 |
| 31   | 李特爾與黑狗         | 1982年8月15日  | 宮崎晃 | 清瀨二郎 | 齊藤博 | 森友典子         |
| 32   | 接近彩虹橋           | 1982年8月22日  | 宮崎晃 | 清瀨二郎 | 齊藤博 | 前田英美         |
| 33   | 失去的夢             | 1982年8月29日  | 宮崎晃 | 楠葉宏三 | 齊藤博 | 森友典子         |
| 34   | 李特爾與學校         | 1982年9月5日   | 宮崎晃 | 清瀨二郎 | 齊藤博 | 前田英美         |
| 35   | 對決                 | 1982年9月12日  | 宮崎晃 | 楠葉宏三 | 齊藤博 | 村田耕一         |
| 36   | 鳥巢中的5先令        | 1982年9月19日  | 宮崎晃 | 清瀨二郎 | 齊藤博 | 森友典子         |
| 37   | 草原上的強盜集團     | 1982年9月26日  | 宮崎晃 | 楠葉宏三 | 齊藤博 | 前田英美         |
| 38   | 露西是名偵探         | 1982年10月3日  | 宮崎晃 | 清瀨二郎 | 齊藤博 | 森友典子         |
| 39   | 兩人的離別           | 1982年10月10日 | 宮崎晃 | 楠葉宏三 | 齊藤博 | 村田耕一         |
| 40   | 我是誰？             | 1982年10月17日 | 宮崎晃 | 清瀨二郎 | 齊藤博 | 前田英美         |
| 41   | 陌生的城鎮，陌生的人 | 1982年10月24日 | 宮崎晃 | 清瀨二郎 | 齊藤博 | 森友典子         |
| 42   | 被叫的孩子叫艾蜜莉   | 1982年10月31日 | 宮崎晃 | 清瀨二郎 | 齊藤博 | 前田英美         |
| 43   | 弄錯了               | 1982年11月7日  | 宮崎晃 | 清瀨二郎 | 齊藤博 | 村田耕一         |
| 44   | 李特爾！李特爾！     | 1982年11月14日 | 宮崎晃 | 清瀨二郎 | 齊藤博 | 前田英美         |
| 45   | 托比消失了           | 1982年11月21日 | 宮崎晃 | 清瀨二郎 | 齊藤博 | 森友典子         |
| 46   | 洞穴中的袋熊         | 1982年11月28日 | 宮崎晃 | 清瀨二郎 | 齊藤博 | 前田英美         |
| 47   | 爸爸的決心           | 1982年12月5日  | 宮崎晃 | 清瀨二郎 | 齊藤博 | 村田耕一         |
| 48   | 有錢人家的孩子…      | 1982年12月12日 | 宮崎晃 | 清瀨二郎 | 齊藤博 | 森友典子         |
| 49   | 克拉拉的結婚         | 1982年12月19日 | 宮崎晃 | 清瀨二郎 | 齊藤博 | 前田英美         |
| 50   | 彩虹的另一端         | 1982年12月26日 | 宮崎晃 | 清瀨二郎 | 齊藤博 | 森友典子         |

## 外部連結
- （日語） 南方彩虹的露西的房間
- 互联网电影数据库（IMDb）上《南方彩虹的露西》的资料（英文）